# 阿什莉·麦基弗
阿什莉·麦基弗（英語：Ashleigh McIvor，1983年9月15日—），加拿大女子自由式滑雪运动员。她曾代表加拿大参加2010年冬季奥林匹克运动会自由式滑雪比赛，获得女子障碍追逐金牌。